# Thélides
Les Thélides sont une famille illustre de Phénicie, dont le descendant le plus connu serait Thalès.

## Histoire
Platon fait descendre cette famille de Cadmos et d'Agénor.
D'après Paul Tallemant, les Thélides auraient suivi Nélée, fondateur de la ville de Milet, environ quatre siècles avant la naissance de Thalès (donc au début du premier millénaire av. J-C). Par reconnaissance, Nélée aurait alors accordé le droit de bourgeoisie aux Thélides.